# Václav Jón
Václav Jón, často uváděný jako Václav John, (11. března 1905, Valteřice – 28. prosince 1966, Horní Branná) byl československý lyžař.

## Sportovní kariéra
Na I. ZOH v Chamonix 1924 skončil v běhu na lyžích na 18 km na 23. místě.